# ساختمان علوم پزشکی مکینتایر
ساختمان علوم پزشکی مکینتایر (انگلیسی: McIntyre Medical Sciences Building) یکی از بخش‌های پردیس دانشگاه مک‌گیل در مونترآل کاناداست. این ساختمان بتنی استوانه‌ای‌شکل که در سال ۱۹۶۵ ساخته شد، قطب مرکزی دانشکدهٔ پزشکی دانشگاه مک‌گیل است و ۱۶ طبقه دارد که کلاس‌های درس، آزمایشگاه‌ها، مراکز پژوهشی، دفاتر اداری و یک سالن غذافروشی و غذاخوری را در خود جای داده‌است. طراحی این ساختمان توسط معمار برجستهٔ کانادایی جنت لیز شا مکینتاش انجام شده و هدفش کاستن از تراکم و رفت‌وآمدهای غیرضروری میان کلاس‌های درس بوده‌است.

ساختمان مکینتایر علاوه بر موارد یادشده، کتابخانه تاریخ پزشکی آسلر، گروه‌های فارماکولوژی و دارودرمانی، بیوشیمی، فیزیولوژی و بیهوشی را در خود جای داده‌است.
این ساختمان به افتخار دانکن مکینتایر بنیان‌گذار راه‌آهن کانادا پسیفیک نام‌گذاری شده‌است. قبل از ساخت ساختمان علوم پزشکی مکینتایر و ساختمان علوم زیستی استوارت در مجاورت آن، این مکان به نام «پارک مکینتایر» شناخته می‌شد.